# مجمع الجفير
مُجَمَّع اَلجُفير (بالإنجليزية: Juffair Mall) هو مُجمَّع تجاري ومركز تسوُّق يقع في ضاحية الفاتح في العاصمة البحرينيَّة المنامة، افتُتح المجمع في 15 ديسمبر 2015، وسرعان ما أصبح وجهة أهالي منطقة الفاتح، والجفير، والمناطق المُجاورة.
يمتلك المُجَمَّع شركة النَّمل وفي كي إل القابضة التي يُديرها مُستثمر هندي.

## محتوى المجمع
يمتلئ المُجمَّع بالعديد من المحال التجاريَّة المحليَّة والعالميَّة، ويُصنف إلى 4 طوابق،
الطابق الأرضي: يقع فيه محال تجاريَّة مُتعددة منها محل خياطة ملابس ومحال إلكترونية وفرع لوكيل شركة سامسونج، ومطعم بحريني شعبي.
الطابق الأول: يتواجد فيه مركز تسوُّق كبير مثل لولو هايبر ماركت ومحل صرَّافة وباسكن روبنز، وصيدليَّة، ومركز حلاقة رجالي، ومركز حلاقة نسائي.
الطابق الثاني: يتواجد فيه بعض المحلات التجاريَّة العالمية التي تتعلق بالملابس، إضافة إلى ألعاب ترفيه.
الطابق الثالث: يتواجد فيه قاعة المطاعم حيث تضم سلسلة من المطاعم الآسيوية والإيطالية والأمريكية، كما يوجد فيها سينما موُكتا بدءً من 12 مايو 2017

## المرافق
يحوي المُجمَّع 3 طوابق، ولديه طابق أرضي وطابق أول من مواقف السيَّارات.